# Jean-Guy Couture
Pour les articles homonymes, voir Couture (homonymie).
Jean-Guy Couture (6 mai 1929 - 2 janvier 2022) est un évêque émérite canadien du diocèse de Chicoutimi (Québec).

## Biographie
Natif de la paroisse Saint-Jean-Baptiste de Québec, il reçoit son ordination sacerdotale le 30 mai 1953 après avoir fait ses études au petit séminaire de Québec. Diplômé en théologie et en sciences à l'Université Laval, il devient enseignant puis procureur diocésain.
Nommé évêque du diocèse de Hauterive en 1975, il est consacré évêque le 15 août par Maurice Roy.
Le pape Jean-Paul II le nomme évêque de Chicoutimi en avril 1979.
Le 21 février 2017, Couture témoigne devant la Cour supérieure du Québec dans le cadre du recours collectif intenté par les victimes de l'ex-prêtre Paul-André Harvey, reconnu coupable en 2015 d'agressions sexuelles commises entre 1963 et 1987. Évêque du diocèse de Chicoutimi de 1979 à 2004, Couture affirme sous serment n'avoir jamais été informé des gestes criminels de Harvey pendant son épiscopat,. Il déclare que, s'il en avait eu connaissance, il aurait immédiatement retiré le prêtre de ses fonctions et transmis le dossier à la justice, comme il l'a fait pour deux autres membres du clergé dans des cas distincts durant les années 1980. Il précise également n'avoir jamais trouvé d'élément suspect dans le dossier personnel de Harvey, et indique que son prédécesseur, Mgr Marius Paré, ne l'avait pas mis au courant d'éventuels comportements problématiques. Il affirme aussi n'avoir jamais versé de documents ni consulté ceux contenus dans les archives confidentielles de l'évêché, qui sont gérées de manière restreinte par l'évêque en poste.
Il prend sa retraite en juin 2004, ayant atteint l'âge de soixante-quinze ans.
Sa devise épiscopale est « Charité, Joie, Paix ».
Il meurt le 2 janvier 2022.

## Distinctions
- 1998 -  Membre de l'Ordre du Canada[7]